# Observatório Mauna Loa

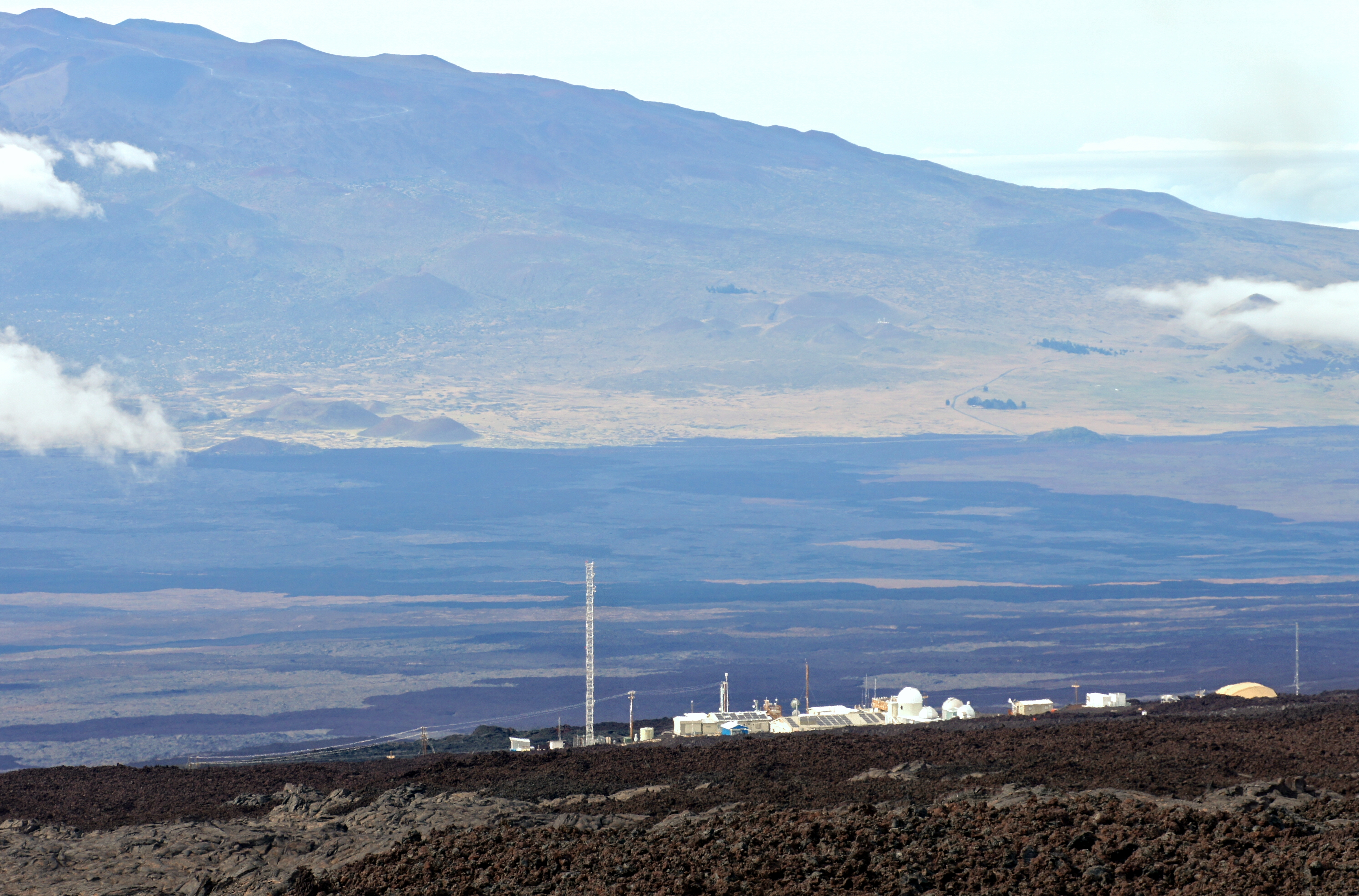
O Observatório de Mauna Loa

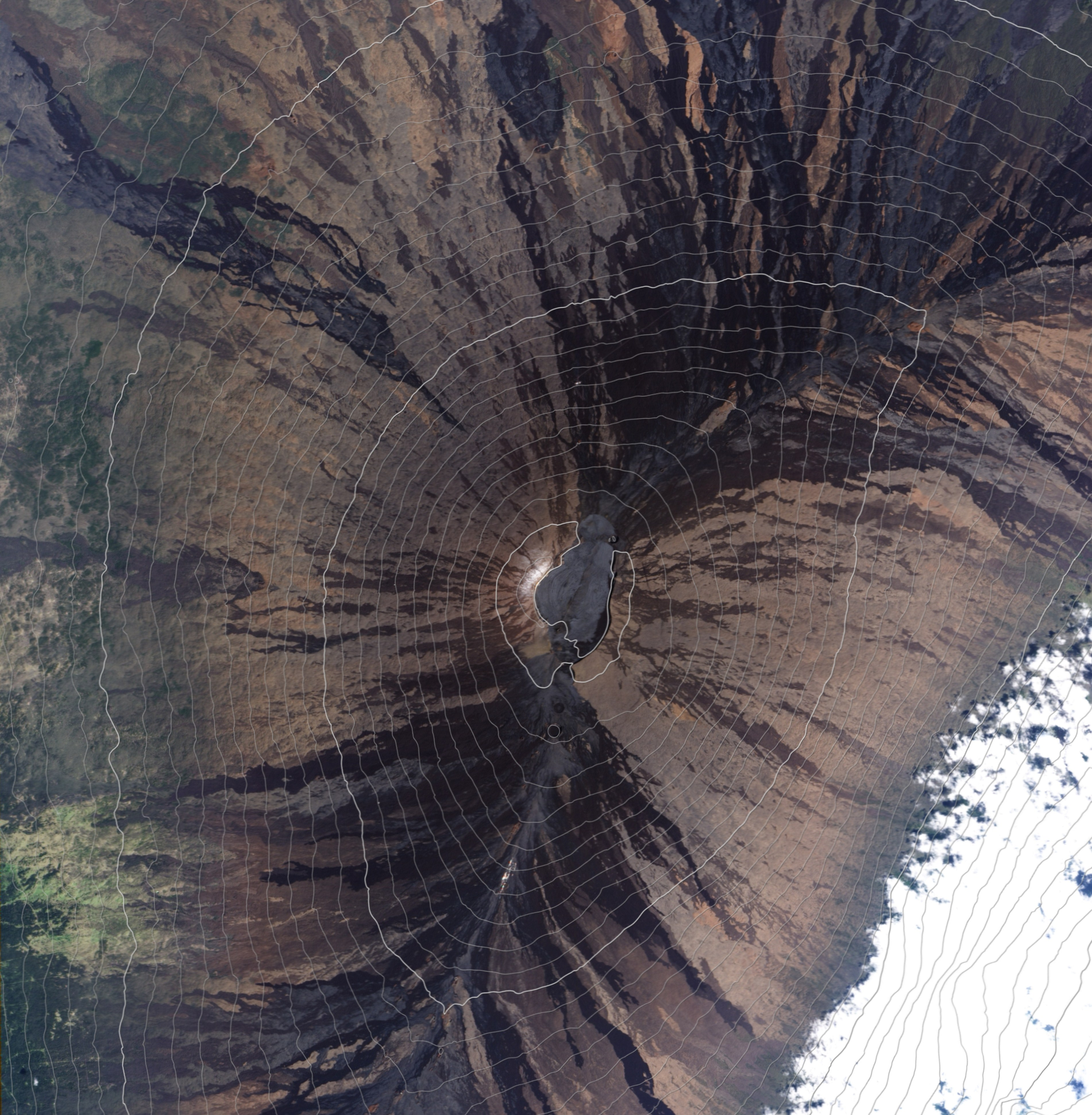
Imagem de satélite do cume do Mauna Loa sobreposta por curvas de nível de 100 metros

O Observatório Mauna Loa (MLO) é uma estação de referência atmosférica em Mauna Loa, na ilha do Havaí, localizada no estado americano do Havaí.

## O observatório

A Curva de Keeling: _{Concentrações atmosféricas de CO} medidas no Observatório Mauna Loa

Desde 1958, inicialmente sob a direção de Charles Keeling, seguido por seu filho Ralph e posteriormente Elmer Robinson, o Observatório Mauna Loa (Mauna Loa Observatory em inglês, ou MLO) monitora e coleta dados relativos às mudanças atmosféricas, e é conhecido especialmente pelo monitoramento contínuo do dióxido de carbono atmosférico (CO2), que às vezes é referido como a Curva de Keeling. O observatório está subordinado ao Laboratório de Pesquisa do Sistema Terrestre, que faz parte da Administração Oceânica e Atmosférica Nacional (NOAA). De acordo com a NOAA, Mauna Loa é a estação de monitoramento contínuo de CO 2 mais antiga do mundo e o principal local de referência do mundo para medição do gás.
As mais recentes observações das concentrações de CO2 do MLO podem ser encontradas em sites da web junto com dados de outros sites e tendências em Mauna Loa. Os níveis de MLO podem ser comparados com outros sites na rede de monitoramento global.
O MLO tem atividades em cinco locais na Ilha Grande. O principal local de observação está localizado a 3397 metros de altura na encosta norte de Mauna Loa cerca de 5 km (3 mi) ao norte do cume Mokuaweoweo . O Observatório Solar Mauna Loa compartilha este site. A administração e alguns processamentos de dados são feitos no escritório de Hilo, Havaí. Kulani Mauka é um local de coleta de chuva. Cape Kumukahi é um local de amostra de frasco localizado no ponto mais oriental do Havaí. No aeroporto de Hilo, instrumentos transportados por balão são preparados e lançados para medir o ozônio da superfície até normalmente mais de 30 quilômetros (19 mi) de altura. O local do observatório também é um lar temporário para um observatório cósmico de fundo de microondas chamado AMiBA.
Mauna Loa foi originalmente escolhida como local de monitoramento porque, localizada longe de qualquer continente, o ar amostrado lá é uma boa média para o Pacífico central.